# مواد البوليمر خارج الخلية

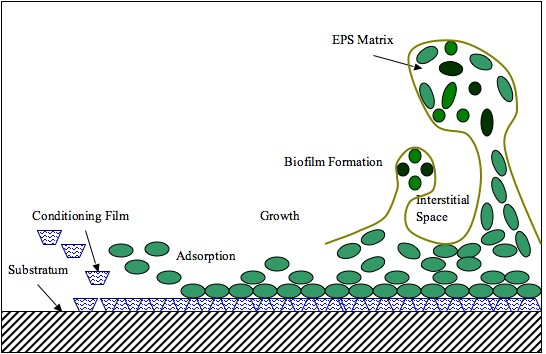
تكون مصفوفة مادة البوليمر خارج الخلية في بيوفيلم

مواد البوليمر خارج الخلية، التي تُعرف أيضًا باسم عديد السكاريد الخارجي أو اختصارًا بالاسم EPS، هي مركبات ذات وزن جزيئي عالٍ يتم إفرازها بواسطة كائنات حية دقيقة إلى البيئة الخاصة بها. وتعمل مواد البوليمر خارج الخلية على إرساء السلامة الوظيفية والهيكلية لـ البيوفيلم، وتُعتبر المكون الأساسي الذي يحدد الخصائص الفيزيائية للبيوفيلم.
وتتألف مواد البوليمر خارج الخلية في معظمها من عديد السكاريد والبروتينات ولكنها تتضمن جزيئات كبيرة أخرى مثل الحمض الريبي النووي منزوع الأكسجين (DNA) والسوائل والمواد الدبالية. ومواد البوليمر خارج الخلية هي مادة البناء للمستوطنات البكتيرية وتظل معلقة بالسطح الخارجي للخلية أو يتم إفرازها إلى وسيط النمو الخاص بها. وهذه المركبات مهمة في تشكيل البيوفيلم وتعلق الخلايا بالأسطح. وتشكل مواد البوليمر خارج الخلية من 50% إلى 90% من إجمالي المادة العضوية للبيوفيلم.

## وصلات خارجية
- EPS, BioMineWiki